# John Balistreri
John Balistreri (Thornton, 3 giugno 1962) è uno scultore e ceramista statunitense, noto soprattutto per le sue sculture a grande scala. È attualmente professore associato di arte e direttore del programma di arte ceramica presso l'Università statale di Bowling Green, a Bowling Green (Ohio), Stati Uniti.

## Biografia

### Via iniziale e formazione
John Balistreri è cresciuto a Thornton, nel Colorado, dove la sua famiglia coltivava fiori recisi nelle serre. Ha iniziato a lavorare con la ceramica alla Thornton High School sotto Gail Matheson nel 1978, diplomandosi nel 1980.
Balistreri ha ottenuto un diploma universitario in economia aziendale dal Colorado Mountain College nel 1982 e ha costruito uno studio di ceramista sulla proprietà dei suoi genitori vicino a Denver. Successivamente ha studiato alla Alfred University con Wayne Higby e al Kansas City Art Institute, dove ha conseguito il BFA nel 1986. Balistreri ha lavorato con Kirk Mangus all'Università statale del Kent dove ha ricevuto l'MFA nel 1988.

### Carriera
Durante l'estate del 1987 è ritornato al suo studio di Denver e ha costruito un grande forno a legna per ceramica in stile giapponese (forno anagama). Dopo la scuola universitaria, ha cominciato a fare opere in ceramica su grande scala che erano cotte nel forno a legna. Ha lavorato come artista di studio e occasionalmente ha insegnato ceramica all'Università di Denver e al Front Range Community College. Nel 1996, è entrato nella facoltà dell'Università di Bowling Green, dove insegna ancora oggi.
Dal 1998 al 2002, Balistreri ha lavorato con Peter Voulkos, assistendolo nella creazione e nella cottura delle sue ultime sculture. In seguito, Balistreri ha fatto una serie di viaggi e studiato ceramica in Cina, Giappone e Corea.
Nel 2001 Balistreri ha iniziato una serie di opere intitolata Problemi di navigazione (Problems in Sailing) che comprende forme di aeroplani e barche. Questa serie di opere è proseguita per tutto il suo anno sabbatico nel 2005, quando ha realizzato forme di aeroplani su grande scala presso il Kaneko Experimental Workspace di Omaha, in Nebraska. La sua serie Problems in Sailing continua tuttora.
Nel 2006 Sébastien Dion, John Balistreri e altri presso l'Università statale di Bowling Green incominciarono una ricerca sulle macchine per la prototipazione rapida in 3D, creando oggetti d'arte ceramica stampati. Questa ricerca ha portato all'invenzione di polveri ceramiche e di sistemi di legatura, che consentono di stampare materiale di argilla da un modello al computer e poi di cuocerlo per la prima volta.